# 1957 en littérature
| Années de la littérature : 1954 - 1955 - 1956 - 1957 - 1958 - 1959 - 1960    |
| Décennies de la littérature : 1920 - 1930 - 1940 - 1950 - 1960 - 1970 - 1980 |

Cet article présente les faits marquants de l'année 1957 en littérature.

## Événements
- Juillet : L'écrivain, philosophe et cinéaste Guy Debord fonde L'Internationale situationniste (mouvement d'artistes et d'intellectuels se livrant à une « critique totale du système existant »).
- Création de « l'Ordre Français des Arts et des Lettres » pour récompenser les mérites littéraires et artistiques.
- Des écrivains hongrois coupables d’avoir participé à la révolution sont jugés et jetés en prison : Tibor Déry, István Bibó, Gyula Háy, Domokos Kosáry, etc.

## Parutions

### Essais
1. G. E. M. Anscombe (philosophe britannique), L'Intention.
2. Roland Barthes (écrivain et sémiologue), Mythologies (mars).
3. Georges Bataille (écrivain), L'Érotisme.
4. Simone de Beauvoir, La Longue Marche.
5. Alexandre Koyré (philosophe et historien des sciences), Du monde clos à l'univers infini.
6. André Malraux, La Métamorphose des dieux.

### Biographies
1. María Wiesse (péruvienne): José Sabogal, el artista y el hombre (José Sabogal, l'artiste et l'homme)

### Poésie
1. Pier Paolo Pasolini, Les Cendres de Gramsci.
2. Saint-John Perse, Amers, recueil de poèmes paru (en intégralité) aux éditions Gallimard.

### Publications
1. Georges Pillement, La France inconnue : Centre-sud itinéraires archéologiques, éd. Grasset (mars), 310 pages.

### Romans

#### Auteurs francophones
1. Louis-Ferdinand Céline, D'un château l'autre (juin).
2. Marcel Pagnol, La Gloire de mon père et Le Château de ma mère (décembre).
3. Yves Régnier, Le Royaume de Bénou, prix des critiques 1958.
4. Alain Robbe-Grillet, La Jalousie.
5. Michel Butor, La Modification.

#### Auteurs traduits
1. Ayn Rand (américain), La Grève (Atlas Shrugged) (publication aux États-Unis).
2. Carlo Emilio Gadda (italien), L'Affreux Pastis de la rue des Merles.
3. Jack Kerouac (américain), Sur la route (écrit en 1951).
4. Boris Pasternak (russe), Le Docteur Jivago.
5. Tarjei Vesaas (norvégien), Les Oiseaux.

#### Italie
1. Elsa Morante, L'isola di Arturo, éd. Einaudi. Prix Strega.

### Théâtre
1. Samuel Beckett, Fin de partie.

## Récompenses et prix littéraires
- 17 octobre : Albert Camus, écrivain français obtient le prix Nobel de littérature.
- 2 décembre : Michel Butor, prix Renaudot pour '’La Modification.
- Prix Goncourt : Roger Vailland pour La Loi.
- Prix Femina : Christian Mégret pour Le Carrefour des solitudes.
- Grand prix du roman de l'Académie française : Jacques de Bourbon Busset pour Le Silence et la Joie.
- Prix du Quai des Orfèvres : Louis C. Thomas pour Poison d'Avril.
- Prix du roman populiste : Jean Anglade pour L'Immeuble Taub.
- Prix Interallié : Paul Guimard pour Rue du Havre.
- Prix des Deux Magots : Willy de Spens pour Grain de beauté.
- Voir la liste des Prix du Gouverneur général 1957.

## Principales naissances
- 29 janvier : Grazyna Miller, poétesse polonaise et italienne.
- 27 février : Gerty Dambury, dramaturge, poétesse et romancière française.
- 4 mai : Elena Tchijova, romancière et femme de lettres russe,
- 29 juin : Sylvie Lainé, autrice française de science-fiction.
- 11 août : Béatrice Fontanel, écrivain, journaliste et iconographe française.
- 18 septembre : Hein Willemse, écrivain sud-africain.
- 13 novembre : Stephen Baxter, auteur britannique de science-fiction.
- 30 novembre : Joël Champetier, auteur allemand de science-fiction († 30 mai 2015).
- 19 décembre : Cyril Collard, acteur, cinéaste  et romancier français.

## Principaux décès
- 27 juin : Malcolm Lowry, écrivain britannique (° 1909).
- 19 juillet : Curzio Malaparte, écrivain italien (° 1898).
- 24 juillet : Sacha Guitry, écrivain et dramaturge français, 72 ans
- 25 août : Umberto Saba, poète italien (° 1883).
- 30 septembre : Éléonore Niquille, poétesse et romancière suisse (° 1897).
- 13 octobre : Erich Auerbach, 64 ans, philologue et critique  littéraire allemand, spécialiste notamment de littérature romane. (° 9 novembre 1892).
- 28 octobre : Aleksandr Kononov, auteur de littérature d'enfance et de jeunesse soviétique (° 1895).
- 23 novembre : Ilya Abu Madhi, poète libanais (° vers 1889-1890).